# Rusca Montană (gmina)
Gmina Rusca Montană – gmina w okręgu Caraș-Severin w zachodniej Rumunii. Zamieszkuje ją 1834 osób. W skład gminy wchodzą dwie miejscowości Rusca Montană i Rușchița. 

## Współpraca
Miejscowość partnerska:
- Bertrix, Belgia